# Flugplatz Gruyères

i7
i11
i13
Der Aérodrome de la Gruyère (ICAO-Code LSGT) in Epagny ist ein regionaler Flugplatz in der Saaneebene zwischen Greyerz (französisch Gruyères) und Broc im Kanton Freiburg in der Schweiz. Der auf Greyerzer Gemeindegebiet befindliche Flugplatz wird von der Société d’aviation de la Gruyère betrieben.
Der erste Flugplatz im Greyerzbezirk war der Militärflugplatz Riaz, der von der Schweizer Armee während des Zweiten Weltkriegs als Feldflugplatz errichtet wurde.
Die Konzession für den Betrieb des Aérodrome de la Gruyère wurde am 28. Juli 1962 durch das Bundesamt für Zivilluftfahrt erteilt. Am 28. September 1962 folgte die Konzession für den Betrieb einer Flugschule. Am 7. Juli 1963 wurde der Flugplatz im Rahmen einer öffentlichen Veranstaltung mit 8000 Teilnehmern offiziell eingeweiht.